# Mosenu
Mosenu (* 3. August 1993 in Berlin) ist ein deutscher Rapper. Er stand bei Flers Label Maskulin unter Vertrag.

## Leben
Mosenu wurde in Berlin geboren, seine Familie zog jedoch in seiner früheren Kindheit nach Nürtingen, wo er auch aufwuchs. Er bezeichnet sich selbst als Roma und kam zunächst vor allem mit türkischer sowie mit zigeunischer Musik in Kontakt. Erst relativ spät lernte er die Musik von 50 Cent kennen und begann sich für Hip-Hop zu interessieren. Seinen Künstlernamen übernahm er von seiner kleinen Schwester, die Selin heißt, sowie seinem Cousin, der Mohammed heißt. Von diesen nahm er die ersten beiden Silben und fügte nur, was im Arabischen so viel heißt wie „Licht“ oder „Hoffnung“, hinzu.
Um 2016 knüpfte er Kontakte zum Label Macht Rap von Jaysus. Er wird unter anderem auch dem ersten Sampler M8 gefeatured. Ein Künstlervertrag kam jedoch nicht zustande. Stattdessen verließ er das Umfeld des Labels und macht sich zunächst selbstständig. In Eigenproduktion erschien im April 2017 die EP çorapz, anschließend veröffentlicht er zusammen mit Dardan den Track Geldzählmaschine. 2018 folgen die beiden Singles Raid und Hallo Ciao.
Schließlich entdeckte ihn Fler, der ihn gleich zweimal auf seiner Conor EP featurete, und ihn als neuen Künstler auf seinem Label Maskulin vorstellte. Mosenu ist gleich auf sechs Songs des Albums "Colucci" (2019) vertreten. Mit Fler gelangte Mosenu erstmals in die deutschen Charts. Seit der Trennung vom Label Maskulin im Jahr 2019 arbeitet er wieder selbstständig als Rapper und Producer. 

## Diskografie
Samplerbeiträge
- 2016: Keine Faulheit und weitere auf M8 (Macht Rap)

Alben/EPs:
- 2017: çorapz (Free EP)
- 2021: Voller Kühlschrank
- 2024: Platinum Plus mit Cassy

Singles:
- 2018: Raid
- 2018: Hallo Ciao
- 2018: Caballero feat. Bobby Sayyar
- 2021: Hörn dass du mich liebst
- 2022: Dreams feat. Darren Brown
- 2022: Topspeed
- 2022: Black on Black
- 2023: JD Freestyle
- 2023: Schwarzwald Exclusive
- 2023: California Love
- 2023: Schweine und Diamanten
- 2023: Shit in diesem Shit
- 2023: Wie kein anderer
- 2024: Yankee Candle Celebrations
- 2024: Dünnes Eis mit Cassy
- 2024: Money mit ABC mit Cassy
- 2024: Melodien mit Cassy

Gastbeiträge
- 2016: Es fehlt nur ein Stück auf Hey Bello von Cassy
- 2017: Geldzählmaschine auf Hallo Deutschrap von Dardan
- 2018: Farben sehen von Eska
- 2018: Freibad und Gänsehaut auf Conor EP von Fler
- 2019: Sex Money Murder, Iced Out, Drip, Wolke 7, Freibad, Gänsehaut auf Colucci von Fler
- 2019: Tili All Starz von Boysindahood
- 2020: Wallah Abi mit Said
- 2022: Rose mit Eska und Darren Brown
- 2023: Wo ist dein Money mit Rapsta
- 2024: Golddigger mit B-Lash
- 2024: Deal mit Said